# Tumbaya (departement)
Tumbaya is een departement in de Argentijnse provincie Jujuy. Het departement (Spaans:  departamento) heeft een oppervlakte van 3.442 km² en telt 4.553 inwoners.

## Plaatsen in departement Tumbaya
- Purmamarca
- Tumbaya
- Volcán